# (666) Desdemona
(666) Desdemona – planetoida z grupy pasa głównego asteroid okrążająca Słońce w ciągu 4 lat i 64 dni w średniej odległości 2,59 j.a. Została odkryta 23 lipca 1908 roku w Landessternwarte Heidelberg-Königstuhl w Heidelbergu przez Augusta Kopffa. Nazwa planetoidy pochodzi od Desdemony, żony tytułowego bohatera tragedii Williama Szekspira Otello (została zainspirowana literami oznaczenia asteroidy [1908 DM] w imieniu DesdeMona). Desdemona to również nazwa jednego z księżyców Urana. Przed nadaniem nazwy planetoida nosiła oznaczenie tymczasowe (666) 1908 DM.